# Вальтерн
Вальтерн (лат. Walternus; VII—VIII века) — епископ Женевы около 800 года.

## Биография
Вальтерн — один из глав Женевской епархии времён Тёмных веков Средневековья, о которых сохранилось очень мало достоверных свидетельств.
В наиболее раннем из сохранившихся средневековых списков глав Женевской епархии, созданном в XI веке при епископе Фредерике, Вальтерн назван преемником Гозберта и предшественником Альтада. Первый из них был епископом в 769—770 годах; о втором впервые упоминается в современных ему источниках в 833 году. Предполагается, что между этими датами Вальтерн и занимал епископскую кафедру в Женеве.
В средневековых исторических источниках Вальтерн упоминается как участник синода в Риме, созванного в 800 году папой Львом III по случаю императорской коронации Карла Великого. В документе 802 года митрополитом Вальтерна называется архиепископ Вьена Вульфер. В одном из средневековых списков женевских епископов сообщается, что Вальтерн управлял епархией тридцать шесть лет. Возможно, он скончался незадолго до 816 года.